# Paragagrellina
Paragagrellina is een geslacht van hooiwagens uit de familie Sclerosomatidae.
De wetenschappelijke naam Paragagrellina is voor het eerst geldig gepubliceerd door Schenkel in 1963. 

## Soorten
Paragagrellina is monotypisch en omvat slechts de volgende soort:
- Paragagrellina legendrei